# Резолюция Совета Безопасности ООН 1076
Резолюция Совета Безопасности Организации Объединённых Наций 1076 (код — S/RES/1076), принятая 22 октября 1996 года, рассмотрев ситуацию в Афганистане, резолюции Генеральной Ассамблеи и Совместное заявление, сделанное 4 октября 1996 года лидерами Казахстана, Кыргызстана, России, Таджикистана и Узбекистана о событиях в стране, Совет обсудил ухудшающуюся политическую, военную и гуманитарную ситуацию в Афганистане.
Была выражена обеспокоенность по поводу военного противостояния и убийства беженцев, а также дискриминации женщин и нарушения прав человека в Афганистане. Всем сторонам в стране было предложено разрешить свои споры мирными средствами, и Совет подчеркнул важность невмешательства во внутренние дела страны, включая потоки оружия в Афганистан. Совет был убежден, что Организация Объединённых Наций будет продолжать играть центральную роль в международных усилиях по политическому урегулированию конфликта.
Ко всем афганским сторонам был обращен призыв немедленно прекратить боевые действия и начать политический диалог, поскольку они сами несут ответственность за политическое решение. Тем временем ко всем другим странам была обращена просьба воздерживаться от вмешательства во внутренние дела Афганистана, уважать его территориальную целостность, суверенитет и независимость и уважать право афганского народа самостоятельно определять свою судьбу. Страны также призвали прекратить поставки оружия и боеприпасов всем афганским сторонам.
В резолюции вновь подчеркивалось, что конфликт в Афганистане является идеальной питательной средой для терроризма и наркоторговли, которые могут дестабилизировать регион, поэтому стороны призвали прекратить такую деятельность. Кроме того, стороны призвали прекратить установку мин из-за многочисленных жертв среди гражданского населения. Совет также осудил дискриминацию афганских девочек и женщин и другие нарушения прав человека и международного гуманитарного права. Все афганские стороны призвали сотрудничать со Специальной миссией ООН в Афганистане и просили Организацию Исламская конференция оказать содействие.
Международному сообществу и организациям было предложено оказать гуманитарную помощь. Наконец, Генеральному секретарю Бутросу Бутросу-Гали было предложено представить Совету доклад о ситуации и выполнении настоящей резолюции к 30 ноября 1996 года.